# Семененко, Иван Иванович
Иван Иванович Семененко — советский военный, государственный и политический деятель, генерал-майор.

## Биография
Родился в 1906 году в Полтавской губернии. Член КПСС с 1930 года.
С 1921 года — на военной службе. В 1921—1984 гг. — красноармеец, пограничник, участник противоповстанческих боевых операций на Волыни, участник Великой Отечественной войны, начальник штаба 23-го Липканского Краснознаменного ПОГО УПВ НКВД Молдавского округа, начальник штаба войск НКВД по охране тыла Волховского фронта, начальник штаба войск НКВД по охране тыла 3-го Украинского фронта, начальник штаба войск НКВД по охране тыла, начальник ПОГО УПВ МВД Прибалтийского округа, начальник 26-го Одесского ПОГО УПВ МВД Украинского округа, начальник штаба УПВ МГБ Молдавского округа, начальник УПВ МВД/КГБ Северного округа, председатель Комитета помощи и защиты ветеранов Великой Отечественной войны при Приморском райвоенкомате Одессы, председатель Совета ветеранов Одесского ПОГО.
Делегат XXII съезда КПСС.
Умер в Одессе в 1987 году.